# Musée Guimet
Musée Guimet (egentlig Musée national des Arts asiatiques-Guimet) er et nu statsligt museum i Paris, oprindelig stiftet og finansieret af forretningsmanden Émile Guimet i 1889 i Paris. Museet specialiserer sig i asiatisk kunst.
Musée Guimet besidder den største samling af asiatiske kunstartefakter som findes (2009) udenfor Asien selv. En del af det stammer fra stifteren selv; han foretog en række rejser i Orienten. Mellem 1927 og 1938 tilkom meget som blev anskaffet under ekspeditioner til Centralasien og Kina. Andet er tilkommet på grund af museumsomlægninger (overføringer fra andre museer) i forbindelse med Verdensudstillingen i Paris i 1937.